# Witold Gombrowicz
Witold Marian Gombrowicz (n. 4 august 1904 în Małoszyce, lângă Kielce, Polonia Congresului, Imperiul Rus – d. 24 iulie 1969 în Vence, lângă Nice, Franța) a fost un romancier și dramaturg polonez. Din 1939 a trăit în Argentina și în diverse țări vest-europene.
Romanele sale, influențate de Proust și de Kafka, anticipează antiromanul și critică, prin ironie, grotesc și caricatură, convențiile civilizației și culturii tradiționale.

## Scrieri
- 1933: Jurnal la vârsta maturității ("Pamietnik z okresu dojrzewania")
- 1938: Ferdydurke
- 1953: Trans-Atlantyk
- 1965: Kosmos.